# Mary Roos

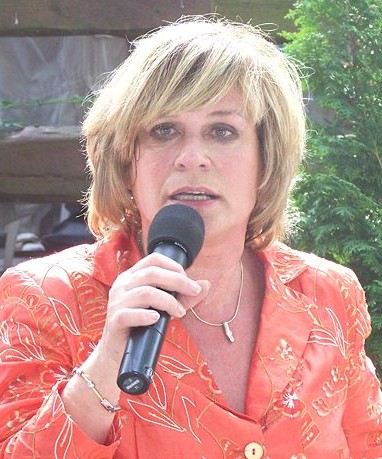
Mary Roos (2007).

Mary Roos (nascida Rosemarie Schwab Bingen am Rhein, Alemanha, 9 de Janeiro de 1949) é uma cantora e atriz alemã. Ela é mais conhecida por ter representado duas vezes a Alemanha no Festival Eurovisão da Canção em 1972 e em 1984.

## Discografia

### Singles
- 1958: Ja, die Dicken sind ja so gemütlich
- 1965: Geh nicht den Weg
- 1969: Das hat die Welt noch nicht erlebt
- 1970: Das Beste an dir
- 1970: Arizona Man
- 1971: Am Anfang war die Liebe
- 1971: California Nacht
- 1971: Wir glauben an Morgen
- 1971: So Leb'dein Leben (My Way)
- 1972: Nur die Liebe lässt uns leben
- 1972: Er bleibt hier (für immer)
- 1973: Fremdes Mädchen
- 1973: Lieber John
- 1974: Hamburg im Regen
- 1975: Eine Liebe ist wie ein Lied
- 1975: Stopp, mach das noch einmal
- 1976: Die Einsamkeit in meinem Zimmer
- 1976: Nimm dir nie ein Teufelsweib
- 1977: Santo Domingo
- 1977: Ich bin Mary und nicht Jane
- 1978: Samba d'amor
- 1979: Ich werd' geh'n heute Nacht
- 1980 Nimm den Fuß aus der Tür
- 1980: Wenn ich dich nicht halten kann
- 1981: Nachts wenn du einsam bist
- 1981: Ich warte
- 1982: Lady (mit David Hanselmann)
- 1982: Heiß und kalt
- 1982: Es ist nie zu spät (mit David Hanselmann)
- 1982: Zeit
- 1984: Aufrecht geh'n
- 1985: Ich bin stark nur mit Dir
- 1985: Keine Träne tut mir leid
- 1986: Bleib wie du bist
- 1987: Explosion
- 1988: Signale
- 1992: Alles was ich will
- 1999: Doch leider lieb ich dich immer noch
- 2000: Rodeo
- 2001: Männer wie du
- 2002: Jeder ist ein kleiner Held
- 2004: Zu schön um wahr zu sein
- 2005: Für immer
- 2008: Die Welt kann warten

### Álbums
- 1971: Mary Roos
- 1973 Lieber John
- 1987: Leben spür'n
- 1992: Alles was ich will
- 1995 Mehr als ein Gefühl
- 1996: Rücksicht
- 1999: Mittendrin
- 2000: Meine Besten
- 2001: Roosige Zeiten
- 2003: Achterbahn
- 2004: Herzen zu verschenken
- 2005: Leben
- 2007: Hautnah